# Asamblea Legislativa de Oregón
La Asamblea Legislativa de Oregón (en inglés: Oregon Legislative Assembly) es la legislatura estatal (órgano encargado del poder legislativo) del estado de Oregón, en Estados Unidos. La Asamblea Legislativa es bicameral, compuesta por una cámara alta: el Senado, cuyos 30 miembros son elegidos para servir términos de cuatro años; y una cámara baja: la Cámara de Representantes, con 60 miembros elegidos por períodos de dos años. No hay límites de mandato para ninguna de las cámaras en la Asamblea Legislativa.
Cada distrito del Senado está compuesto exactamente por dos distritos de la Cámara: el Distrito 1 del Senado contiene los Distritos 1 y 2 de la Cámara, el Distrito 2 del Senado contiene a los Distritos 3 y 4 de la Cámara, y así sucesivamente. 
La legislatura se denomina "asamblea de ciudadanos" (lo que significa que la mayoría de los legisladores tienen otros trabajos). Desde 1885, sus sesiones ordinarias ocurrieron en años impares, comenzando el segundo lunes de enero. A partir de 2012, la legislatura pasó a una sesión anual, y los años pares tienen una "sesión corta" de 35 días a partir de febrero.

## Facturas
Los proyectos de ley pueden presentarse en cualquiera de las cámaras y deben pasar por un comité antes de ser sometidos a votación. Los proyectos de ley que exigen un aumento de los ingresos deben presentarse en la Cámara de Representantes.

## Sesiones
Una resolución legislativa referida a los votantes en las elecciones generales de noviembre de 2010 enmendó la constitución del estado y cambió el calendario de sesiones regulares de bianuales a anuales. La Resolución Conjunta 41 del Senado fue votada como la Medida de Boleta 71 estatal, que fue aprobada en todo el estado por un margen de más de 2 a 1.
Con limitadas excepciones, los cambios constitucionales promulgados a través de la Medida 71 limitan la duración de las sesiones legislativas que comienzan en años impares a 160 días calendario y las sesiones que comienzan en años pares a 35 días calendario. Los cambios entraron en vigor con la sesión de 2011.
Las primeras 35 sesiones regulares (es decir, hasta 1929) duraron 50 días o menos. Desde 1949, ninguna sesión anual fue inferior a 100 días. El período de sesiones más largo fue el 72.º período ordinario de sesiones, con 227 días, que finalizó el 27 de agosto de 2003. Las sesiones más recientes terminaron en junio o julio.
El gobernador de Oregón fue la única persona que pudo convocar a la asamblea a sesiones especiales hasta 1976, cuando los votantes aprobaron una enmienda constitucional que permitió que la legislatura se convocara sesiones especiales por sí misma. En cualquier caso, las sesiones especiales sólo se permiten "en caso de emergencia". Los votantes descartaron por poco una enmienda constitucional en 1990 que habría establecido sesiones anuales.
En 1982, una sesión especial duró 37 días y el gobernador convocó a la asamblea a una sesión especial cinco veces en 2002, por un total de 52 días. La sesión especial de 2006 fue la más corta en toda la historia de Oregón: se aprobaron cinco leyes en solo seis horas. El órgano legislativo también puede convocar a sesiones extraordinarias "en caso de emergencia", aunque nunca lo ha hecho.
Las sesiones ordinarias de la legislatura se llevaron a cabo cada dos años hasta 2009. La sesión legislativa de 2010 que remitió la Medida 71 a los votantes fue una sesión especial aprobada durante la sesión de 2009 por una mayoría de legisladores, que esperaban finalmente obtener la aprobación de un cambio a las sesiones anuales regulares. El impulso para las sesiones anuales se remonta al menos a 1981, cuando una encuesta de legisladores encontró que dos tercios estaban a favor de un cambio a las sesiones anuales.

## Provisional
En el intervalo entre sesiones legislativas, grupos de estudio especiales compuestos por legisladores estatales con intereses o experiencia en las áreas de estudio específicas investigan temas que se abordarán durante la próxima sesión legislativa. Además, la Junta de Emergencia legislativa del estado, que está presidida conjuntamente por el presidente del Senado y el presidente de la Cámara, puede tomar medidas para proporcionar fondos adicionales a las agencias estatales para actividades requeridas por ley o que surjan inesperadamente durante el interino legislativo.